# 泉元禮
泉元礼（？—537年），西魏上洛丰阳人。泉企之子，泉仲遵之兄。
泉元礼少年有志气，喜好弓马，能写草书、隶书，有士君子之风。初任奉朝请、本州别驾。历任員外散骑侍郎、洛州大中正、员外散骑常侍、安东将军、持节、都督，赐爵临洮县伯，进升为征东将军、金紫光禄大夫，加散骑常侍。洛州被东魏攻克，与其父泉企都被擒获送往邺城。泉元礼在路上逃归。当时杜窋虽为刺史，但是巴人都轻视杜窋而看重泉企父子。泉元礼抵达，与泉仲遵相见，感念父亲临别之言，暗中与乡中豪杰结托。率乡人袭州城，斩杜窋，传首长安。朝廷嘉赏他，拜卫将军、车骑大将军，袭任洛州刺史。跟随宇文泰参加沙苑之战，被流矢所中而亡。其子泉贞嗣爵，官至仪同三司。